# Haut de Falimont
Le Haut de Falimont est un sommet du massif des Vosges culminant à 1 306 mètres d’altitude. C'est un sommet secondaire du Hohneck.

## Géographie

### Situation
Le Haut de Falimont est un sommet secondaire du Hohneck culminant à 1 306 mètres d’altitude.
Il est placé sur une crête qui délimite le département des Vosges et le département du Haut-Rhin, et détermine les limites des communes de La Bresse, Xonrupt-Longemer et Stosswihr.

### Hydrographie
À 500 mètres au nord de ce sommet se trouve la source de la Vologne.

### Flore
Parmi les 90 espèces végétales répertoriées dans la zone du Falimont, 4 bénéficient d'une protection stricte, tandis que 10 autres sont répertoriées dans la liste rouge d'Alsace en raison de leur vulnérabilité.

## Activités
Il est parcouru par différents sentiers de randonnée et par le GRP Tour de la Vologne. L'alpinisme y est également pratiqué. 